# Gruvskatt
Gruvskatt avser sådana ekonomisk-politiska system som innebär att gruvföretag betalar skatt eller avgifter till stat, delstat, kommun etc, för rätten att tjäna pengar på de naturresurser som de utvinner. Under 2010-talet har diskussionerna om gruvskatt fått förnyad kraft i många länder. 2012 införde exempelvis Australien en 30-procentig extra vinstskatt på utvinning av kol och järnmalm. Även Polen har beslutat om gruvskatt och idén diskuteras i bland annat Sydafrika, Chile, Filippinerna och Finland.

## Debatt om förslaget
I Finland har miljöminister Ville Niinistö uttalat sig positivt om idén och tror att ett sådant system skulle kunna ge ett årligt tillskott på omkring 100 miljoner euro till den finska statskassan. Sannfinländarna är också positiva och menar att de inkomster som skatten inbringar åtminstone delvis bör återbördas till den region där gruvan befinner sig. I Sverige har Miljöpartiets ansvariga för mineralpolitik, riksdagsledamoten Jonas Eriksson, förespråkat en utredning mot bakgrund att omvärlden har högre skatter och för att undvika en rovdrift på svenska naturtillgångar. Näringsminister Annie Lööf, Centerpartiet, är dock kritisk till idén och betonar att gruvbolagen redan idag betalar såväl skatt som mineralersättning.